# Hans Heinrich Haintzel

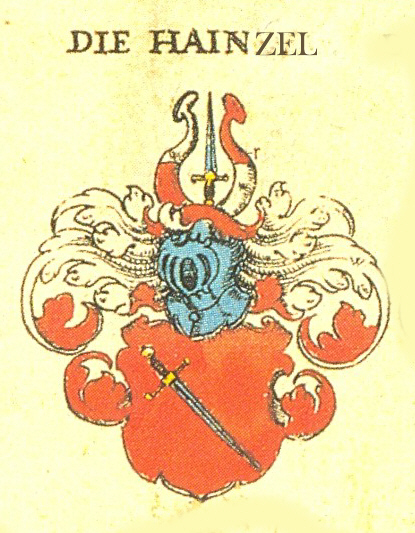
Wappen der Hainzel

Hans Heinrich Hainzel von Degenstein, auch Johann Heinrich Hainzel bzw. Heinricus Eincellius (* 7. September 1553 in Augsburg; † nach 1592) war ein deutscher Patrizier, Ratsherr, Kirchenpfleger und Gutsbesitzer. 

## Leben
Er stammte aus dem Augsburger Patriziergeschlecht Hainzel. Seine Eltern waren der Bürgermeister Johann Baptist Hainzel und dessen Ehefrau Veronika geb. Imhoff. Er war der älteste Sohn von 20 Kindern. 
Hans Heinrich Haintzel immatrikulierte sich 1571 an der Universität Zürich. Nachdem er seine Schul- und Studienzeit beendet hatte, kehrte er nach Augsburg zurück, wo er zunächst als protestantischer Kirchenpfleger bzw. Probst und Ratsherr fungierte. 1584 wurde er wegen „Widerspenstigkeit“ vom Rat der Stadt seinen Ämtern enthoben. Seiner Heimatstadt verwiesen gab er sein Bürgerrecht auf. In Ulm verfasste er eine Schmähschrift gegen den Augsburger Stadtpfleger Rehlinger und den Stadt-Advokaten Tradel. Darauf beauftragte der Rat den Tiroler Landesfürsten Erzherzog Ferdinand II. sobald Haintzel die Markgrafschaft Burgau betreten würde, ihn durch den vorderösterreichischen Landvogt Karl Welser verhaften zu lassen, was auch geschah. Von Günzburg aus gelang Haintzel 1584 die Flucht nach Zürich. In seinem Schweizer Exil brachte er nach und nach die Herrschaft Haldenstein bei Chur sowie 1592 die Herrschaft Elgg bei Zürich käuflich an sich. Das gleiche Schicksal ereilte seinen Bruder Johann Ludwig oder Johann Baptist Haintzel, der im Stadtgericht saß. Nachdem er sich ebenfalls eine Zeit lang in Ulm aufgehalten hatte, kehrte dieser 1592 nach Augsburg zurück. Die Herrschaft Elgg wurde 1599 von Haintzels Schwiegermutter Magdalena Neidhardt verkauft.

## Familie
Hans Heinrich Haintzel heiratete am 18. Juli 1575 in Augsburg Barbara Neidhardt, die Tochter von Gabriel Neidhardt. Aus der Ehe ging die Tochter Veronika Haintzel (* 11. Juli 1577) hervor, welche den Bürgermeister von Ulm Hans von Schad heiratete. 

## Schriften
- Andreas Jociscus: Oratio De Ortu, Vita Et Obitu Ioannis Oporini Basiliensis, Typographicoru[m] Germaniae Principis: recitata in Argentinensi Academia ab Ioanne Henrico Hainzelio Augustano. Adiunximus librorum per Ioannem Oporinum excusorum Catalogum. Rihelius, 1569.